# Filago tyrrhenica
Filago tyrrhenica là một loài thực vật có hoa trong họ Cúc. Loài này được Chrtek & Holub mô tả khoa học đầu tiên năm 1963.